# Gösta Winbergh (bankdirektör)
Gustaf (Gösta) Winbergh, född 29 maj 1877 i Gustav Adolfs församling, Värmlands län, död 11 april 1952 i Stockholm, var en svensk industriman och bankdirektör.
Efter att ha varit elev vid Karlstads högre allmänna läroverk studerade Gösta Winbergh i Tyskland och England. Han var verksam som lantbrukare samt inspektor vid sågverk och tegelbruk 1894–1906. Han var direktör i Nya Asfalt AB, Stockholm, 1911–1929, styrelseledamot i AB Gotlands banks Stockholmskontor från 1930 och jourhavande direktör från 1942. Gösta Winbergh hade också olika förtroendeuppdrag, han var styrelseordförande i Kasper Höglund AB, styrelseledamot i Sand & Grus AB Jehander, revisor i Lennartsfors AB, Värmland och ledamot av Vasaorden. Han hade också Stockholms landstingsförbunds förtjGM.
Han var son till bergsingenjör Axel Winbergh och Anna Ödmann. Åren 1916 till 1936 var han gift med Greta Skjöldebrand (1886–1976). De var föräldrar till Gunnar Winbergh (1917–2006) som var far till operasångaren Gösta Winbergh.
Winbergh är begravd i Winberghska familjegraven på Norra Begravningsplatsen i Stockholm.